# Shire of York
Shire of York is een lokaal bestuursgebied (LGA) de regio Wheatbelt in West-Australië. Shire of York telde 3.459 inwoners in 2021. De hoofdplaats is York.

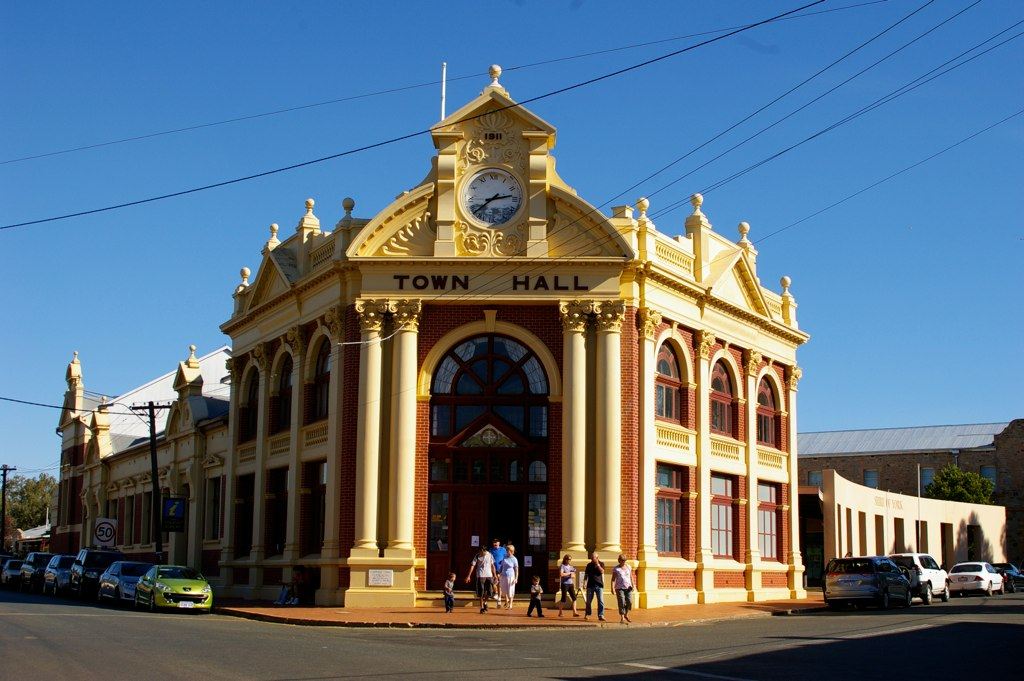
'York Town Hall'

## Geschiedenis
Op 24 januari 1871 werd het York Road District opgericht. Op 7 maart 1871 werd het York Municipal District opgericht. Ten gevolge de Local Government Act van 1960 veranderde het York Road District op 23 juni 1961 van naam en werd de Shire of York. Het York Municipal District werd op die dag de Town of York. Op 12 februari 1965 hield de Town of York op te bestaan en werd aan de Shire of York toegevoegd.

## Beschrijving
Shire of York is een landbouwdistrict in de regio Wheatbelt en grenst aan de metropool Perth, de hoofdstad van West-Australië. Graan en wol behoren tot de belangrijkste opbrengsten uit de landbouw. Het district is ongeveer 2.130 km² groot en telt 268 kilometer verharde en 467 kilometer onverharde weg.
Tijdens de volkstelling van 2021 telde Shire of York 3.459 inwoners. Net geen 5 % van de bevolking gaf aan van inheemse afkomst te zijn.

## Plaatsen, dorpen en lokaliteiten
- Badgin
- Balladong
- Cold Harbour
- Greenhills
- Gwambygine
- Inkpen
- Mount Hardey
- Mount Observation
- Talbot
- York

## Bevolkingsevolutie
| Jaar | bevolkingsaantal |
| ---- | ---------------- |
| 1911 | 5.836            |
| 1921 | 2.853            |
| 1933 | 2.879            |
| 1947 | 2.667            |
| 1954 | 2.820            |
| 1961 | 2.486            |
| 1966 | 2.288            |
| 1971 | 2.044            |
| 1976 | 1.909            |
| 1981 | 2.108            |
| 1986 | 2.277            |
| 1991 | 2.500            |
| 2001 | 2.996            |
| 2006 | 3.116            |
| 2011 | 3.396            |
| 2016 | 3.606            |
| 2021 | 3.459            |